# Sarita Colonia (Piura)
Sarita Colonia es una localidad peruana ubicada en el distrito de Catacaos, perteneciente a la provincia y departamento de Piura, al norte del Perú. 

## Ubicación
Sarita Colonia se ubica al oeste de la provincia de Piura, en el distrito de Catacaos, en el departamento de Piura.

## Demografía
En 2017 Sarita Colonia tenía una población de 4 habitantes.